# Rosana Hermann
Rosana Hermann Efraim (São Paulo, 26 de julho de 1957) é uma escritora, roteirista e apresentadora brasileira. Está profissionalmente na TV desde 1983 e na Internet desde 1995, onde é colunista de vários blogs, entre eles o Querido Leitor, no qual versa desde 2000 sobre sua vida pessoal e seus interesses, tendo lhe rendido o prêmio The BOBs (Best of the Blogs) em 2008, concedido pela Deutsche Welle. Na qualidade de redatora, roteirista e apresentadora, a jornalista passou pela maior parte das grandes redes de televisão brasileiras.

## Carreira

### Passagem pelas grandes redes de TV
Iniciou sua carreira na televisão como redatora na produtora RMC-Editevê, pela qual foi contratada para produzir um programa para a Rede Bandeirantes de televisão. Entre 1996 e 1997, a comunicadora fez parte da equipe paulista de redatores do Sai de Baixo, da Rede Globo, ao lado de Flávio de Souza, Elias Andreato e Laerte Coutinho, assim como do Domingão do Faustão. Na Bandeirantes, apresentou o Almanaque ao lado de César Filho e Tânia Rodrigues. Passou também pela Rede Record, onde apresentou o Fala Brasil durante três anos, e pela Rede Mulher, onde foi diretora artística. Ao longo de sua carreira, trabalhou ainda no SBT, na rádio Jovem Pan, na Rede Manchete.
É coautora do livro Tudo que a Grande Mente Capta e foi colunista da Revista dos Curiosos e do Jornal da Tarde. Na Internet, foi também colunista e criadora de diversos websites, entre os quais o premiado blog Querido Leitor. Já em 2005 decidiu se tornar sócia de uma empresa de marketing e mídia denominada Synapsys, onde atuou nas funções de repórter, roteirista e editora de programas.

### Volta à Band e novos desafios
Em 2008, a comunicadora aceitou um convite da Rede Bandeirantes, deixando a função de redatora do programa Pânico na TV. Na Band, comandou o Atualíssima, ao lado de Leão Lobo, até que, no final de 2008, o programa foi descontinuado. Ela viria então a apresentar o quadro "Ombudsman" no programa A Noite é uma Criança, comandado por Otávio Mesquita, enquanto que em setembro de 2009 assumia a diretoria de Criação e Produto do R7, portal de internet da Rede Record.
Em maio de 2011, Rosana lança pela editora Panda Books o livro Um passarinho me contou: relatos de uma viciada em Twitter, que é baseado em histórias vividas por ela desde sua entrada na rede social Twitter, em abril de 2007.
Desde o final de 2013 trabalha no projeto de criação e roteirização do programa Tudo pela Audiência (Multishow - 2014), apresentado por Tatá Werneck e Fábio Porchat. Os 23 episódios da primeira temporada ficaram entre os tópicos mais comentados do Twitter no Brasil. O programa já teve a quarta temporada confirmada para 2017. Em 2016, ela havia sido confirmada como roteirista na equipe do Programa do Porchat, na Record TV, e nesse mesmo ano começou a apresentar o programa Porta Afora, ao lado do humorista Fábio Porchat, no Multishow.
Hermann é ainda palestrante nacional (TEDx) e internacional, bem como colunista do Promenino na Fundação Telefônica.

## Vida pessoal
Rosana tem formação em física nuclear pelo Instituto de Física da Universidade de São Paulo, bem como curso básico de comunicação pela Escola de Comunicações e Artes da Universidade de São Paulo. Desde 1992, a jornalista é casada com o psiquiatra Isaac Efraim, com quem tem dois filhos e escreveu o livro O Que a Grande Mente Capta.

## Filmografia

### Apresentadora
Televisão
| Ano       | Título           | Cargo         | Emissora          |
| --------- | ---------------- | ------------- | ----------------- |
| 1993-1996 | Walking Show     | Apresentadora | CNT/TV Gazeta     |
| 1998–00   | Fala Brasil      | Apresentadora | RecordTV          |
| 2003      | Tudo Avon        | Apresentadora | RedeTV!           |
| 2004–05   | Receitas da Vida | Apresentadora | RedeTV!           |
| 2008      | Atualíssima      | Apresentadora | Rede Bandeirantes |
| 2010–12   | NBlogs           | Apresentadora | Record News       |

Internet
| Ano           | Título      | Cargo         |
| ------------- | ----------- | ------------- |
| 2015–presente | Porta Afora | Apresentadora |

### Redatora de TV
| Ano     | Título               | Emissora          |
| ------- | -------------------- | ----------------- |
| 1983    | Champagne            | Rede Globo        |
| 1989    | Clip Trip            | TV Gazeta         |
| 1989–90 | Revistinha           | TV Cultura        |
| 1991    | Glub-Glub            | TV Cultura        |
| 1992    | X-Tudo               | TV Cultura        |
| 1993    | Urbanóides           | TV Cultura        |
| 1993    | Clodovil Abre o Jogo | Rede Manchete     |
| 1993    | Xuxa                 | Rede Globo        |
| 1995    | Casa do Terror       | Rede Globo        |
| 1996–97 | Sai de Baixo         | Rede Globo        |
| 1998    | Clodovil Soft        | Rede Bandeirantes |
| 2003–08 | Pânico na TV         | RedeTV!           |
| 2014–16 | Tudo pela Audiência  | Multishow         |
| 2016–18 | Programa do Porchat  | RecordTV          |

Outros
- Domingão do Faustão - Rede Globo
- Telecurso 2000 - Rede Globo
- Viva a Noite - SBT
- J. Silvestre - Band
- Essas Mulheres Maravilhosas - Band
- Clodovil abre o jogo - TV Manchete
- Boi na Linha - Rádio Jovem Pan
- Antena 1 Notícias - Rádio Antena 1
- Fischer&Justus